# Краткая анонимная хроника Богемии
Краткая анонимная хроника Богемии (лат. Breve Chronicon Bohemiae anonymi — хроника, описывающая историю Чехии. Хроника охватывает период прим. 938—1283 гг.

## Источник
- Geschichtsquellen des deutschen Mittelalters